# Lachende Erben
Lachende Erben is een Duitse filmkomedie uit 1933 onder regie van Max Ophüls.

## Verhaal
Peter Frank erft een wijnhandel van zijn oom. Daar is een voorwaarde aan verbonden. Hij mag gedurende één maand geen alcohol drinken. Om zelf de wijnhandel te erven doen de andere erfgenamen hun best om hem tot drinken aan te zetten. Dan wordt Peter verliefd op de dochter van zijn concurrent.

## Rolverdeling
| Acteur             | Personage         |
| ------------------ | ----------------- |
| Max Adalbert       | Justus Bockelmann |
| Lien Deyers        | Gina              |
| Friedrich Ettel    | Schlemmel         |
| Heinz Rühmann      | Peter Frank       |
| Julius Falkenstein | Dr. Weinhöppel    |
| Walter Janssen     | Robert Stumm      |
| Lizzi Waldmüller   | Liane Heller      |
| Ida Wüst           | Britta Bockelmann |